# Тоблер, Адольф
Адольф Тоблер (24 мая 1835, Хирцель, кантон Цюрих — 18 марта 1910, Берлин) — швейцарский и германский филолог-романист и преподаватель.

## Биография
Родился в семье пастора. Окончил гимназию в Цюрихе, после чего изучал романскую филологию и историю Средневековья в университетах Бонна и Цюриха. В 1857 году в Цюрихе защитил докторскую диссертацию. С 1867 года состоял профессором романских языков в Берлинском университете и проработал в этом учреждении до конца своей жизни. С 1875 года был членом Романской академии, в 1881 году стал членом Прусской академии наук.
Основным направлением научных исследований Тоблера было изучение старофранцузского и окситанского синтаксиса; многие их явления были впервые описаны именно им. Главные работы: «Darstellung der lateinischen Konjugation und ihrer romanischen Gestaltung» (Цюрих, 1857); «Bruchstücke aus dem Chevalier au lyon» (Золотурн, 1862); «Mitteilungen aus altfranzösischen Handschriften» (Лейпциг, 1870); «Die Parabel von dem echten Ring» (Лейпциг, 1884); «Vom französischen Versbau alter und neuer Zeit» (Лейпциг, 1894); «Vermischte Beiträge zur französischen Grammatik» (Лейпциг, 1886 и 1894); «Li proverbe ou villain» (Лейпциг, 1895). Все труды Тоблера уже в XIX веке получили за свою тщательность высокую оценку.
Его брат, Людвиг Тоблер (1 июня 1827 — 19 августа 1895), был профессором германской филологии в Цюрихском унив.; главный труд: «Ueber die Wortzusammensetzung» (Берлин, 1868), издал также швейцарские народные песни (Фрауенфельд, 1882—1884) и, вместе с Штаубом, «Schweizerische Idiotikon» (Фрауенфельд, 1885).